# مديرية قطابر

تعديل مصدري - تعديل

مديرية قطابر إحدى مديريات محافظة صعدة في اليمن. بلغ عدد سكانها 22658 نسمة عام 2004. تقع في أقصى شمال صعدة.

موقع مديرية قطابر في محافظة صعدة